# Ciro II
Ciro II (Persa antigo:𐎤𐎢𐎽𐎢𐏁, romanização: Kūruš), mais conhecido como Ciro, o Grande e também chamado de Ciro, o Presbítero, pelos gregos, foi rei e fundador do Império Aquemênida, que reinou entre 559 e 530 a.C., ano em que morreu em batalha com os Masságetas. Pertencente à dinastia dos Aquemênidas, foi sucedido pelo filho, Cambises II.
Ciro, o Grande foi um estadista e conquistador que expandiu seu império, conquistando enormes porções de território no Antigo Oriente Próximo, no Sudoeste Asiático e na Ásia Central. Ele anexou os impérios de Medos, Lídia e da Neobabilônia aos seus domínios. Ciro acabou criando o maior império que o mundo já tinha visto até aquele ponto, indo do Mar Mediterrâneo e do Helesponto até o Rio Indo. Ciro o Grande respeitava os costumes e religiões dos povos conquistados, com seu império se tornando um modelo de administração e centralização governamental, que levou a um período de prosperidade. Ele também é reconhecido por suas conquistas em direitos humanos, política e estratégia militar, bem como por sua influência nas civilizações oriental e ocidental.
Ciro é visto como uma figura de culto entre os iranianos modernos, com sua tumba servindo como um local de reverência para milhões de pessoas.

## História
Na primeira fase da trajetória política de Ciro II ele foi um príncipe persa, filho do rei Cambises e neto de Ciro I. O reinado de Ciro II provavelmente começou em 559 a.C., quando ele sucedeu Cambises como rei da Pérsia, então subjugada pelos medos. Em 550 a.C. Ciro II derrotou o rei Astiages, do povo medo, e passou a expandir o seu reinado subjugando eles.
Em seu nascimento, segundo Heródoto, consta que o rei medo Astíages, seu avô, teve um sonho em que uma videira crescia das costas de sua filha Mandane, mãe de Ciro, lançando gavinhas que envolviam toda a Ásia. Sacerdotes lhe advertiram que a videira era seu neto Ciro, e que ele tomaria o lugar do velho reino da Média no mundo. Então o rei medo mandou seu mordomo que o matasse nas montanhas. O mordomo, chamado Hárpago, se comoveu com a beleza da criança e o entregou aos cuidados de um pastor. Ao descobrir a traição, Astíages esquartejou o filho de Hárpago, e o serviu em um jantar para o mordomo, que apenas soube o que estava comendo quando levaram a última travessa à mesa: a cabeça de seu filho.

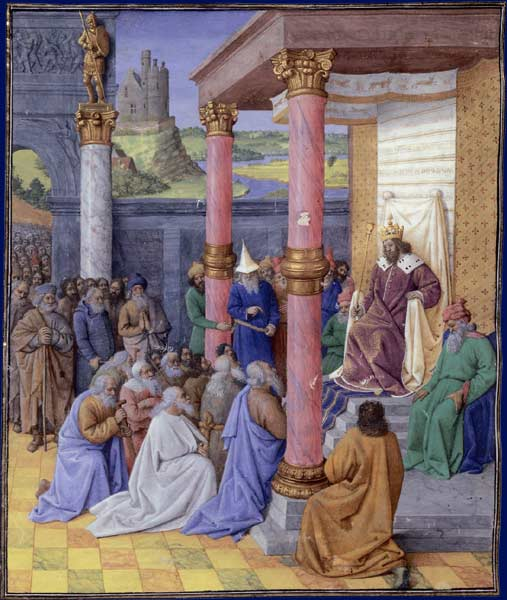
Ciro II e os hebreus. Iluminura de Jean Fouquet, c. 1470-1475

Ciro finalmente se tornaria rei dos persas, até então um povo tributário dos medos. Então uma rebelião liderada por Hárpago derrotou Astíages, que foi levado a Ciro para julgamento. O rei persa poupou a vida de seu avô, mas marchou para a capital da Média, Ecbátana, e tomou o controle do vasto território medo. Assim que tomou o controle político de toda a região do atual Irã, conquistou a Lídia e os territórios a leste da Pérsia até o Turquestão, na Ásia Central. Conquistou a Babilônia em 539 a.C. Segundo o relato bíblico em Isaías 45, Ciro teria recebido uma mensagem de Deus que o ordenava a enviar de volta à Judeia todos os judeus cativos naquela cidade e que o próprio iria ajudá-lo. O autor de famosa declaração que em 537 a.C. autorizava os judeus a regressar à Judeia, pondo fim ao período do Cativeiro Babilônico. Em uma noite de 5/6 de outubro de 539 a.C., acampou em volta de Babilônia com seu exército. Enquanto os babilônicos festejavam, engenhosamente Ciro desviava as águas do Rio Eufrates para um lago artificial. Eles puderam atravessar o rio com a água na altura da cintura e entraram sem lutar, visto que os portões estavam abertos.
A Judeia, com posição estratégica nas rotas comerciais do Egito, ficou guarnecida por um povo agradecido ao xá aquemênida e pronta para defendê-lo. A queda da Babilônia ainda lhe rendeu a lealdade dos fenícios, cuja habilidade naval era admirada pelo mundo conhecido, e que consistiria na base da marinha persa, anos depois, responsável pelas conquistas na Trácia e as guerras contra os gregos.
Em todas as conquistas, destacou-se por uma generosidade incomum no seu tempo, ao poupar seus inimigos vencidos — ou até empregá-los em cargos administrativos de seu império. Ciro também demonstrou tolerância religiosa ao manter intactas as instituições locais (e até cultuar os deuses de regiões conquistadas, como quando entrou na Babilônia e consagrou-se rei no templo de Marduque). Também procurou manter todos os povos do império sob a administração de líderes locais, de forma que, sob a soberania de um governo forte, muitos daqueles povos se viram em melhor situação sob os persas do que independentes. A habilidade política de Ciro, seguida pelos seus sucessores imediatos, assegurou a força e a unidade de uma vasta região, que ia da Anatólia ao Afeganistão, e do Cáucaso à Arábia, composta por uma miríade de povos diferentes, algo que jamais havia sido conseguido na história da humanidade até então.
Segundo a crônica histórica de Heródoto, Ciro II morreu em 530 a.C durante sua campanha militar contra os masságetas.

## História dinástica

### Império Medo

Império Aquemênida após as conquistas de Ciro, o Grande

Após a morte de seu pai (Cambises I), em 559 a.C., Ciro tornou-se rei de Ansã. No entanto, seu reino não era independente, posto que, como seus predecessores, Ciro teve de reconhecer sua sujeição ao Reino Medo. Durante o reinado de Astíages, o Império Medo possivelmente governou a maioria dos povos do Antigo Oriente, desde a fronteira da Lídia, ao oeste, até a Pártia e Pérsia, ao leste.
Na versão de Heródoto, Hárpago, buscando vingança, convenceu Ciro a incitar a sublevação dos persas contra seus senhores feudais, os medos. Porém, provavelmente, Harpago e Ciro rebelaram-se devido às suas insatisfações acerca da política ministrada por Astíages. O início da revolta se deu em 549 a.C. e, desde então, com a ajuda de Hárpago, Ciro liderou seu exército contra os medos, até a conquista de Ecbátana, em 549 a.C., dominando, efetivamente, o império medo.
Apesar de ter aceitado a coroa da Média, em 546 a.C., oficialmente assumiu o título de "Rei da Pérsia". Arsames, que era o governante da Pérsia sob os medos, teve, portanto, de abrir mão de seu trono. Seu filho, Histaspes, primo de segundo grau de Ciro, foi nomeado sátrapa de Pártia e Frígia. Arsames viveria para ver seu neto tornar-se Dario, o Grande, xá da Pérsia, após a morte dos filhos de Ciro.
A conquista da Média foi apenas o início das guerras realizadas por Ciro. Astíages havia aliado-se a Creso de Lídia, seu cunhado, a Nabonido da Babilônia e a Amásis II do Egito, tencionando reunir forças contra Ciro e seu império.
Após a conquista de Babilônia, Ciro é citado num cilindro (o Cilindro de Ciro) dizendo:
| “ | Eu sou Ciro, rei do mundo, grande rei, rei legítimo, rei de Babilônia, rei da Suméria e de Acade, rei das quatro extremidades [da terra], filho de Cambises, grande rei, rei de Anzã, neto de Ciro I, . . . descendente de Teíspes . . . de uma família [que] sempre [exerceu] a realeza | ” |

### Império Lídio e Ásia Menor

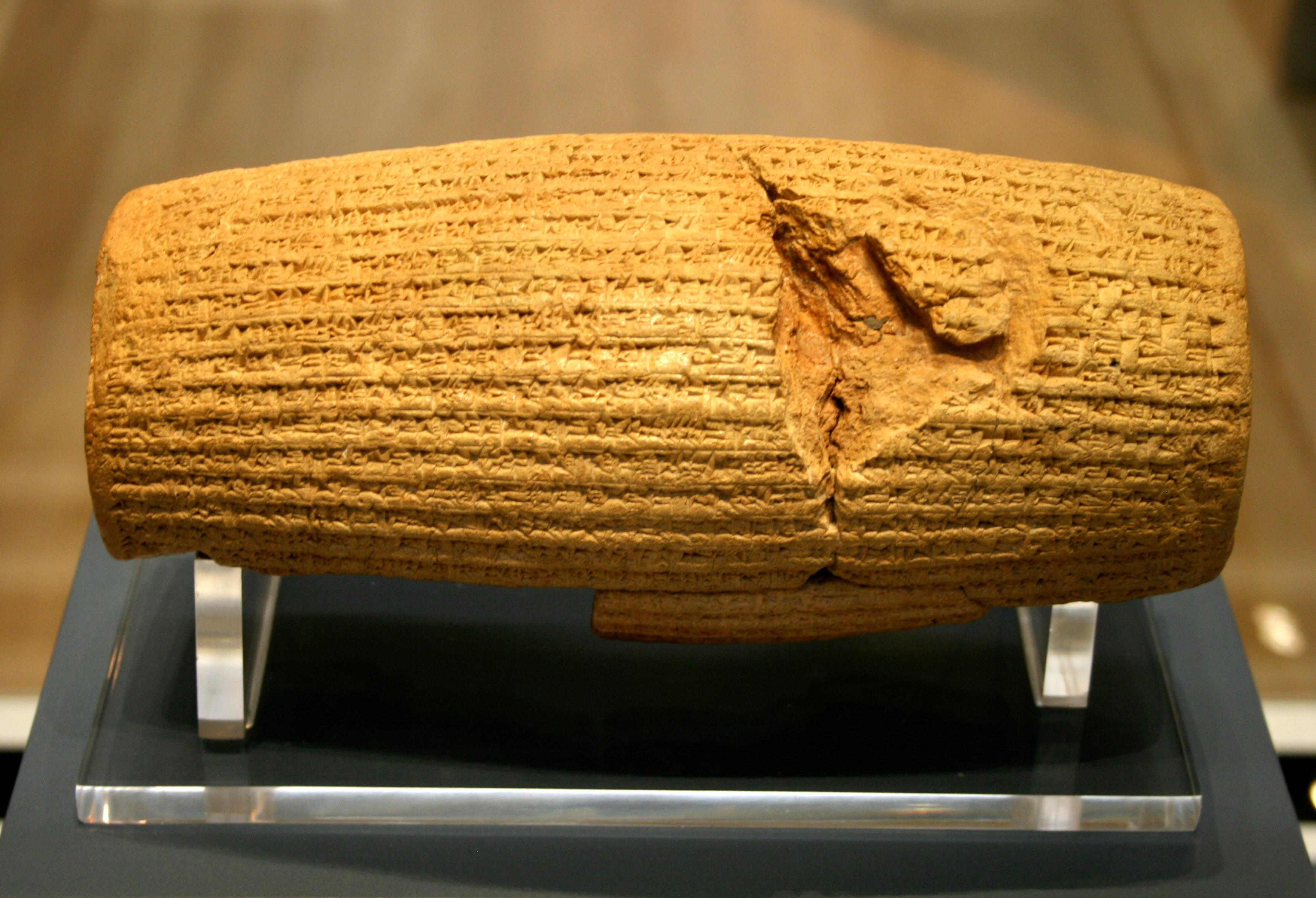
O cilindro de Ciro

As datas exatas da conquista da Lídia são desconhecidas, mas deve ter ocorrido entre a derrubada do reino medo por Ciro (550 a.C.) e sua conquista da Babilônia (539 a.C.). Era comum no passado atribuir 547 a.C. como o ano da conquista, devido a algumas interpretações da Crônica de Nabonido, mas esta posição não é atualmente muito usual. Os lídios inicialmente atacaram Ptéria, cidade do Império Aquemênida na Capadócia. Creso cercou e capturou a cidade escravizando seus habitantes. Enquanto isso, os persas convidaram os cidadãos da Jônia que faziam parte do reino lídio a revoltar-se contra seus governantes. A oferta foi rejeitada e, portanto, Ciro formou um exército e marchou contra os lídios, aumentando seus números ao passar por nações em seu caminho. A Batalha de Ptéria foi efetivamente um empate, com ambos os lados sofrendo pesadas baixas ao anoitecer. Creso recuou para Sardes na manhã seguinte.

## Ciro II em Heródoto
Heródoto narra a ascensão e a queda da dinastia mérmnada de reis lídios, concluindo esta narrativa com a derrota do rei meérmnada Creso para o persa Ciro II, e a posterior reviravolta da fortuna de Creso, que dribla a morte e se torna conselheiro de Ciro II, ao exemplo do que Sólon houvera no passado sido para ele. A partir deste ponto na narrativa de Histórias (livro I), Ciro II passa a ser biografado.
A história de Heródoto sobre Ciro II narra a sua ascensão ao poder traçando a sua genealogia ligada a corte meda por ascendência de Mandane filha de Astíages, rei medo. Astíages recebeu em sonhos presságios de sua ruína, que em vão se esforçou para desviar o seu destino dela ao tramar o assassinato de seu neto, filho de Mandane, o príncipe Ciro, que neste reconhecimento em um sonho do rei passa a ser narrado como uma personagem predestinada a um futuro grandioso. Na narrativa de Heródoto a fortuna preserva a vida de Ciro em dois episódios: ao cortesão Hárpago ludibriar o rei e não assassinar o príncipe ainda um bebê, conforme havia sido a ele confiada a cruel missão, retransmitindo a missão ao boieiro real, Mitradates; e após o boieiro real, aconselhado pela esposa, desistir de assassinar o príncipe bebê e mascarar a verdade a Hárpago de que ele não cumpriu a missão a ele confiada ao vestir um bebê natimorto com as roupas do bebê Ciro.
Com dez anos de idade, o jovem Ciro, criado como "filho do boieiro" por Mitradates e sua esposa Cino, revela predisposição a liderar os demais jovens e ao ser visto pelo rei, acaba por ter de si reconhecida a sua ascendência real. Astíages pune Hárpago o fazendo comer o seu próprio filho assado, sem que este soubesse do ato atroz. Hárpago, portanto, assume o caráter de personagem ressentida contra o rei. Após este episódio Astiages declina de se precaver contra o presságio e envia o seu neto para a Pérsia, onde ele encontra os seus progenitores e é recondicionado para a linhagem sucessória da dinastia.
Ciro ultrapassa a juventude e se torna um chefe militar, que revela qualidades de liderança sobre os homens. Sabe ponderar e preservar a vida de sua tropa e conquista poder militar. Alia-se a Hárpago, insurrecta contra o seu avô, domina o império medo, mas poupando a vida de Astíages. Após dominar o império medo ele conquista o império lídio ao vencer o rei Creso, e também poupar a sua vida.
Voltado para a conquista do império assírio, Ciro II, passa a desenvolver de si uma personalidade colérica, que é prudentemente moderada pelos conselhos de Creso, mas que eventualmente evolui para excessos, a húbris. Derrotada Babilônia, capital do império assírio, após um estrategema de drenar um lago e assim infiltrar a sua tropa para dentro dos muros da cidadela, Ciro II conta com uma sorte desmedida que irrompe a sua clarividência sobre os riscos de mudança da fortuna ao não temer a húbris, mas que o consagra senhor de um gigantesco império.
Após conquistar Babilônia, Ciro II não esperou muito e se lançou com as suas tropas para a conquista dos masságetas, um povo que habitava a outra margem do rio Araxes. Sem ser provocado e abusando da fortuna com a aprovação do conselheiro Creso, Ciro II atravessa o rio com as suas tropas, indo de encontro com o reino da rainha Tómiris, esta quem o derrota, concluindo o episódio sobre Ciro II em Histórias pela ação trágica, de um rei que cometeu a húbris, perdeu controle sobre os seus limites, se tornou incapaz de reter aprendizados sobre o destino, e, por fim, caminhou para a ruína.

## Ciro na Bíblia
Ciro, o Grande é venerado na Bíblia hebraica por conquistar a Babilônia e libertar os judeus do cativeiro. Ele é mencionado 23 vezes pelo nome e aludido várias vezes mais.
Segundo a Bíblia, Ciro, o Grande, foi impelido por Deus a decretar que o Templo em Jerusalém fosse reconstruído e que os judeus que quisessem pudessem retornar à sua terra para esse propósito. Além disso, ele mostrou seu interesse no projeto enviando de volta com eles os vasos sagrados que haviam sido retirados do Primeiro Templo e uma soma considerável de dinheiro para comprar materiais de construção. A existência do decreto foi contestada.

### Citações bíblicas de Ciro
- O livro de Isaías (capítulos 44:26,27,28;45:1,2) profetiza e celebra a vitória de Ciro, como enviado e ungido por Jeová.
- No livro de Esdras (1: 2-4) se apresenta uma versão do édito de Ciro que põe fim ao exílio judeu na Babilônia.
- O livro de Daniel possui varias referências a Ciro.
- O Segundo livro das Crónicas (36: 22-23) apresenta outra versão do édito de Ciro.